# Mysticarion leucospira
Mysticarion leucospira är en snäckart som först beskrevs av Ludwig Pfeiffer 1857.  Mysticarion leucospira ingår i släktet Mysticarion och familjen Helicarionidae. Inga underarter finns listade i Catalogue of Life.